# نبو موكين زيري
نبو نادين زيري هو ملك بابلي كلداني تولى حكم مملكة بابل من سنة 731-729 ق م بعد أن خلع نبو شوما أوكين الثاني الذي كان خاضع للآشوريين، كان هذا الملك من قبيلة بيث أموكاني، وبسبب ذلك شن ملك آشور تغلث فلاسر الثالث حرب ليخلعه من الحكم وتمكن من ذلك بعد سيطرته على بابل، إلا أن الكلدان لم يسكتوا عن ذلك وقادوا ثورة مرة أخرى بقيادة مردوخ أبلا إيدينا الثاني.